# 安义熊式辉公馆
安义熊式辉公馆位于江西省南昌市安义县万埠镇桃花二村鸭嘴垅村。为江西省文物保护单位。
安义熊式辉公馆由江西省政府主席熊式辉所建，占地面积633平方米，高三层。中西合璧建筑风格，造型优美。
2018年3月9日，熊式辉公馆被江西省人民政府公布为第六批江西省文物保护单位，编号6-5-008。